# Автошлях О 231719
Автошля́х О 231719 — автомобільний шлях довжиною 22.2 км, обласна дорога місцевого значення в Хмельницькій області. Пролягає по Хмельницькому району, по Хмельницькій міській та Меджибізькій селищній громадах від міста Хмельницький до села Голосків.

## Маршрут
| Автошлях О 231719           |        |  |
| Хмельницька область         |        |  |
| Хмельницька міська громада  |        |  |
| Хмельницький                |        |  |
| Копистин                    | E50    |  |
| Богданівці                  |        |  |
| Масівці                     |        |  |
| Меджибізька селищна громада |        |  |
| Голосків                    | Т 2310 |  |